# Rosholt (Dacota do Sul)
Rosholt é uma cidade  localizada no estado norte-americano de Dacota do Sul, no Condado de Roberts.

## Demografia
Segundo o censo norte-americano de 2000, a sua população era de 419 habitantes.
Em 2006, foi estimada uma população de 435, um aumento de 16 (3.8%).

## Geografia
De acordo com o United States Census Bureau tem uma área de
0,8 km², dos quais 0,8 km² cobertos por terra e 0,0 km² cobertos por água. Rosholt localiza-se a aproximadamente 330 m acima do nível do mar.

## Localidades na vizinhança
O diagrama seguinte representa as localidades num raio de 28 km ao redor de Rosholt.